# Darren Pang
Pour les articles homonymes, voir Pang (homonymie).
Darren R. Pang (né le 17 février 1964 à Meaford, Ontario au Canada) est un joueur canadien de hockey sur glace qui évoluait au poste de gardien de but.

## Biographie

### Hockey junior
En 1981, après une saison avec les Raiders de Nepean de la Ligue centrale de hockey junior A, Darren Pang joue pour les Bulls de Belleville de la Ligue de hockey de l'Ontario. Un an plus tard, il quitte les Bulls pour les 67 d'Ottawa. À l'issue de la saison 1983-1984 dont les 67 remportent, il se voit décerner avec son coéquipier Greg Coram le trophée Dave-Pinkney et est nommé dans la première équipe d'étoiles de la LHO. Lors de la coupe Memorial qui suit et remporté par les 67, il est de nouveau récompensé avec le trophée Hap-Emms et une nomination dans l'équipe d'étoiles de la coupe.

### Carrière professionnelle
Durant l'été 1984, il signe comme agent libre avec les Black Hawks de Chicago. Cependant, il fait ses débuts professionnels avec les Admirals de Milwaukee de la Ligue internationale de hockey. La saison suivante, il joue pour les Generals de Saginaw. Il réalise une excellente saison 1986-87 durant laquelle il joue également quelques rencontres pour les Oilers de la Nouvelle-Écosse en Ligue américaine de hockey et est nommé dans la seconde équipe d'étoiles de la LIH, ce qui lui vaut d'être rappelé par les Blackhawks. Pour sa première saison complète en Ligue nationale de hockey, il est nommé dans l'équipe des recrues. Après une seconde saison en LNH, il retourne en LIH jouant pour l'Ice d'Indianapolis. En 1990, durant le camp d'entrainement des Blackhawks, il se blesse grièvement au genou, le forçant à mettre prématurément un terme à sa carrière professionnelle.

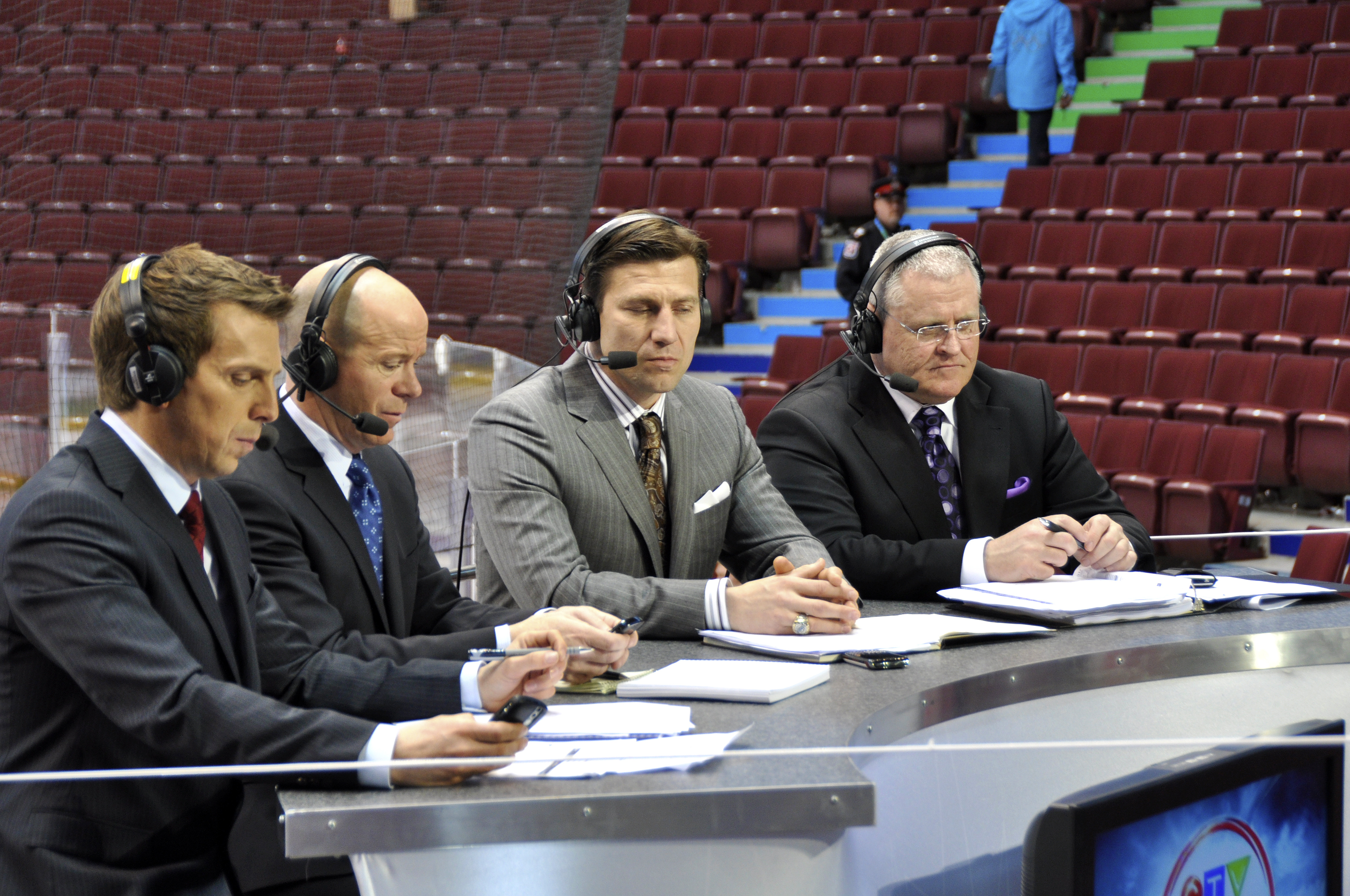
Pang, deuxième sur la gauche, commentant pour CTV lors des JO 2010

Depuis, il est devenu un commentateur et analyste pour la télévision (ESPN, FSN Midwest, TSN, NBC, CTV) et la radio (réseaux LNH).

## Statistiques
Les significations des abréviations sont consultables sur l'article consacré aux Statistiques du hockey sur glace.

| 1980-1981  | Raiders de Nepean            | LCHJ           | 41 | ?  | ?  | ? | - | 2 316 | 154 | ?     | 0 | 3,99 | ?    | -  | -  | - | -   | -  | -   | - | -    | -    |
| 1981-1982  | Bulls de Belleville          | LHO            | 47 | 15 | 21 | 1 | - | 2 234 | 173 | ?     | 0 | 4,65 | ?    | -  | -  | - | -   | -  | -   | - | -    | -    |
| 1982-1983  | Bulls de Belleville          | LHO            | 12 | 3  | 8  | 0 | - | 570   | 44  | ?     | 0 | 4,63 | ?    | -  | -  | - | -   | -  | -   | - | -    | -    |
| 1982-1983  | 67 d'Ottawa                  | LHO            | 47 | 28 | 14 | 3 | - | 2 729 | 166 | ?     | 1 | 3,65 | ?    | 9  | 5  | 4 | 510 | 33 | ?   | 0 | 3,88 | ?    |
| 1983-1984  | 67 d'Ottawa                  | LHO            | 43 | 29 | 10 | 1 | - | 2 318 | 117 | ?     | 2 | 3,03 | ?    | 13 | 12 | 1 | 726 | 41 | ?   | 1 | 3,31 | ?    |
| 1984       | 67 d'Ottawa                  | Coupe Memorial | -  | -  | -  | - | - | -     | -   | -     | - | -    | -    | 5  | 4  | 1 | 226 | 13 | ?   | 0 | 3,45 | ?    |
| 1984-1985  | Black Hawks de Chicago       | LNH            | 1  | 0  | 1  | 0 | - | 60    | 4   | 22    | 0 | 4    | 81,8 | -  | -  | - | -   | -  | -   | - | -    | -    |
| 1984-1985  | Admirals de Milwaukee        | LIH            | 53 | 19 | 23 | 3 | - | 3 129 | 226 | ?     | 0 | 4,33 | ?    | -  | -  | - | -   | -  | -   | - | -    | -    |
| 1985-1986  | Generals de Saginaw          | LIH            | 44 | 21 | 21 | 0 | - | 2 638 | 148 | ?     | 2 | 3,37 | ?    | -  | -  | - | -   | -  | -   | - | -    | -    |
| 1986-1987  | Oilers de la Nouvelle-Écosse | LAH            | 7  | 4  | 2  | 0 | - | 389   | 21  | ?     | 0 | 3,24 | ?    | 3  | 1  | 2 | 200 | 11 | ?   | 0 | 3,30 | ?    |
| 1986-1987  | Generals de Saginaw          | LIH            | 44 | 25 | 16 | 0 | - | 2 500 | 151 | ?     | 0 | 3,62 | ?    | -  | -  | - | -   | -  | -   | - | -    | -    |
| 1987-1988  | Blackhawks de Chicago        | LNH            | 45 | 17 | 23 | 1 | - | 2 547 | 163 | 1 497 | 0 | 3,84 | 89,1 | 4  | 1  | 3 | 239 | 18 | 130 | 0 | 4,52 | 86,2 |
| 1988-1989  | Blackhawks de Chicago        | LNH            | 35 | 10 | 11 | 6 | - | 1 644 | 120 | 914   | 0 | 4,38 | 86,9 | 2  | 0  | 0 | 10  | 0  | 4   | 0 | 0    | 100  |
| 1988-1989  | Hawks de Saginaw             | LIH            | 2  | 1  | 0  | 0 | - | 89    | 6   | ?     | 0 | 4,04 | ?    | -  | -  | - | -   | -  | -   | - | -    | -    |
| 1989-1990  | Ice d'Indianapolis           | LIH            | 7  | 4  | 1  | 2 | - | 401   | 17  | ?     | 1 | 2,54 | ?    | 4  | 3  | 1 | 253 | 12 | ?   | 0 | 2,85 | ?    |
| Totaux LNH | Totaux LNH                   | Totaux LNH     | 81 | 27 | 35 | 7 | - | 4 251 | 287 | 2 433 | 0 | 4,05 | 88,2 | 6  | 1  | 3 | 249 | 18 | 134 | 0 | 4,35 | 86,6 |

## Trophées et distinctions
- Ligue de hockey de l'Ontario
  - Champion de la Coupe J.-Ross-Robertson 1984 avec les 67 d'Ottawa
  - Trophée Dave-Pinkney 1984 (avec son coéquipier Greg Coram)
  - Nommé dans la première équipe d'étoiles 1984

- Coupe Memorial
  - Champion de la Coupe Memorial 1984 avec les 67 d'Ottawa
  - Trophée Hap-Emms 1984
  - Nommé dans l'équipe d'étoiles de la Coupe Memorial 1984

- Ligue internationale de hockey
  - Nommé dans la seconde équipe d'étoiles de la LIH 1987

- Ligue nationale de hockey
  - Nommé dans l'équipe des recrues 1988

## Transactions en carrière
- 15 août 1984 : Signe pour les Black Hawks de Chicago comme agent libre